# As Phryges
As Phryges (francês: Les Phrygès) são os mascotes oficiais dos Jogos Olímpicos de Verão de 2024 e dos Jogos Paralímpicos de Verão de 2024, realizados em Paris, França. Criado por um grupo de designers, os mascotes foram revelados no dia 14 de novembro de 2022, às 11h30min do horário de Paris.

## Características

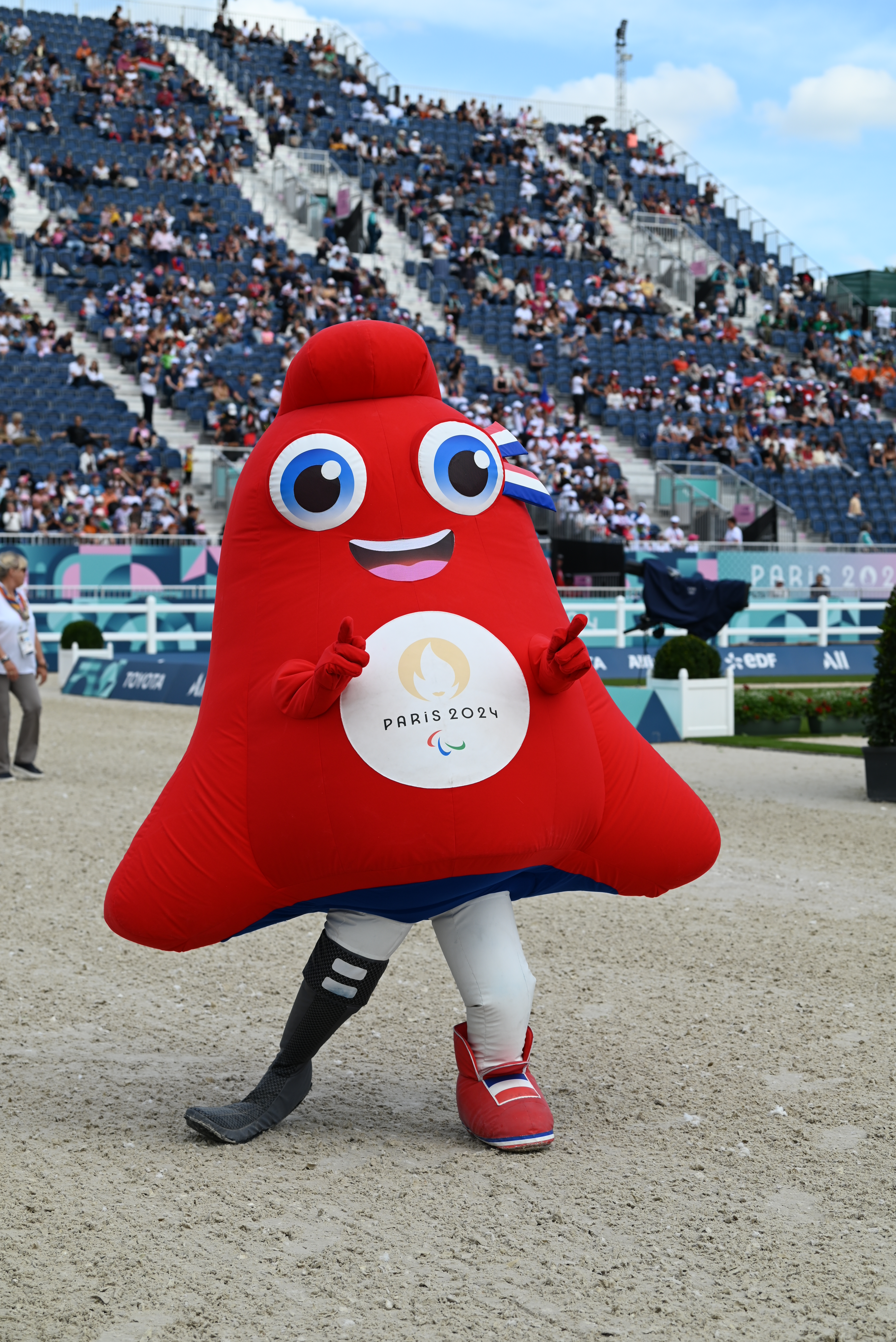
Um voluntário fantasiado de Phryge numa apresentação em um evento de hipismo

As Phryges (pronuncia-se fri-jehs) são pequenos barretes (gorros) frígios, que representam um forte símbolo de liberdade, inclusão e a habilidade das pessoas de apoiarem causas grandes e significativas. Elas são bordadas nas cores vermelha, branca e azul, com o logo de Paris 2024 estampado na frente. Elas também têm um olho expressivo e desafiador feitos de uma ‘coroa da França’, um nó de laços que é o ornamento nacional francês. São uma referência comum para os franceses, inclusive no mundo da arte (como metáfora de liberdade) e como símbolo da República nas instituições francesas. Os barretes frígios podem ser vistos no topo da icônica figura Marianne em todos os prédios do governo e em moedas e selos franceses. Elas também são um símbolo internacional de liberdade usadas pelos escravos libertos dos tempos romanos e aparecendo em diferentes emblemas nas Américas. Também conhecido como gorro da liberdade, o barrete frígio se tornou um dos símbolos da República Francesa.

## Mídia

### Animação
Assim como outros mascotes dos Jogos Olímpicos e Paralímpicos de Verão e Inverno, As Phryges também tem uma animação própria na televisão. Criada pelos estúdios Pathé, em parceria com a Warner Bros. Animation, a IOC Television e a Jam Filled Entertainment, a série animada é baseada na vida das irmãs Phryge Frye e Charlie, que se aventuram por Paris em expectativa para as olimpíadas e paralimpíadas na cidade. O desenho é exibido nos intervalos comerciais dos canais NBC, Cartoon Network e Boomerang, além de estarem disponíveis na Max.[carece de fontes?]

## Controvérsias
Após o lançamento dos mascotes, intitulados como Phryges, o design dos mesmos chegou a ser questionado pelos internautas, que os compararam com o clitóris, que é uma das partes sexuais do corpo humano feminino. A comparação virou piada entre os jornalistas, que foi recebida com bom humor pelo diretor de design dos Jogos Olímpicos e Paralímpicos Paris 2024, Joachim Roncin. Em uma entrevista à plataforma Brut, ele explicou que a ideia, desde o começo, era evitar que os mascotes tivessem gênero e em seguida, declarou que "se as pessoas veem um clitóris e se elas reconhecem um clitóris, melhor para elas. Para mim, é muito legal, fico feliz" e em seguida, garantiu que "cada um é livre para ter a sua própria interpretação".